# Quintus Haterius Agrippa
Quintus Haterius Agrippa (1. század) ókori római szónok.
Marcus Agrippa és Asinius Pollio unokája. Augustus korában híres szónok volt, consulságot is viselt. Seneca szónoklataiból sok töredéket megőrzött. Említi Tacitus és Suetonius is.